# Mate Baturina
Mate Baturina (Split, 1. kolovoza 1973.) umirovljeni je hrvatski nogometaš koji je igrao na poziciji napadačkog veznog. 
Bio je najbolji strijelac 1. HNL 1997./98. Od hrvatskih klubova igrao je u Solin, Šibenik, Zagreb, i Hajduk Split. U inozemstvu je nastupao za Grasshopper i Bnei Yehudu. Po povratku u Hrvatsku nastupao je za NK Zadar i NK Solin. 
Umirovio se u sezoni 2008./09. u svom matičnom Solinu.
Godine 1994. nastupio je u 3 utakmice reprezentacije do 21 godine, a 13. lipnja 1999. nastupio je od 88 minute u utakmici A selekcije protiv Egipta. 
Statistika u Hajduku
| Natjecanje        | Nastupi | Zgoditci |
| ----------------- | ------- | -------- |
| Prvenstvo         | 57      | 19       |
| Kup               | 11      | 5        |
| Superkup          | 0       | 0        |
| Međunarodne       | 7       | 1        |
| Splitski podsavez | 0       | 0        |
| Ukupno            | 75      | 25       |
| Prijateljske      | 12      | 20       |
| Sveukupno         | 87      | 45       |

## Osobni život
Otac je Martina i Roka Baturine.